# 卡斯克峰

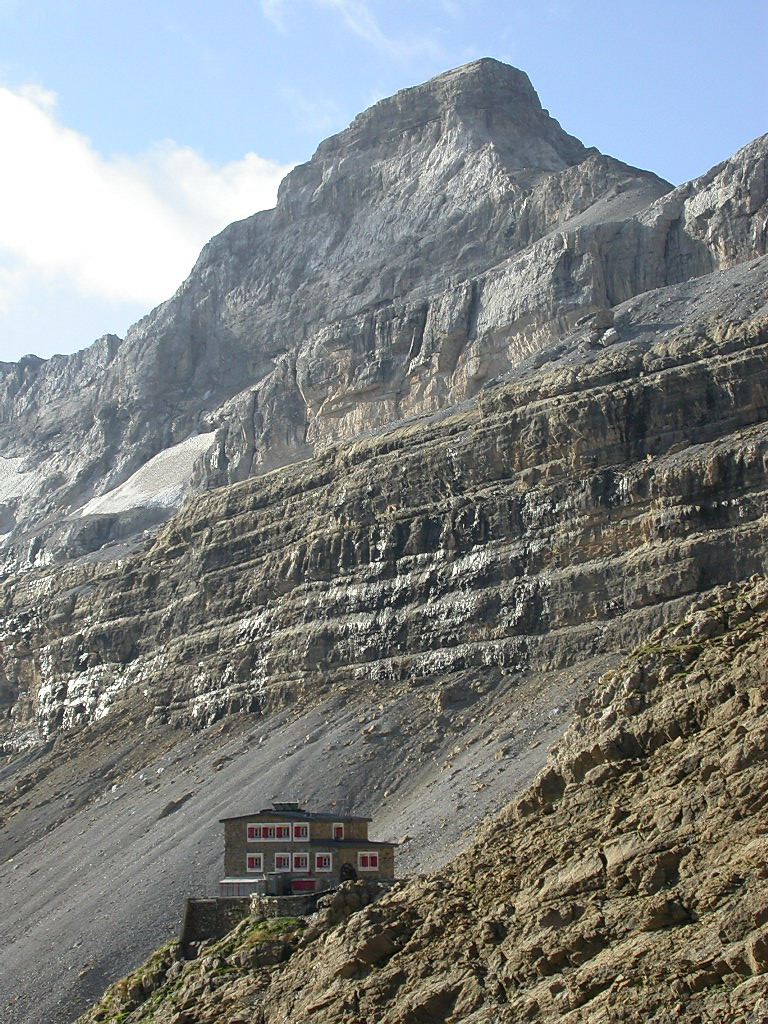

42°41′17″N 0°1′36″E / 42.68806°N 0.02667°E
卡斯克峰（西班牙語：Pico Casco de Marboré），是歐洲的山峰，位於法國西南部上比利牛斯省和西班牙北部阿拉貢自治區之間，屬於比利牛斯山中佩迪杜山的一部分，海拔高度3,006米。